# Velká Morava (řeka)
Velká Morava (srbsky Велика Морава, Velika Morava) je řeka v Srbsku. Je pravým přítokem Dunaje. Je 185 km dlouhá (se Západní Moravou 487 km a s jejím přítokem Ibar 550 km). Povodí má rozlohu přibližně 37 444 km², z čehož je 1200 km² v Bulharsku. Spolu se svými zdrojnicemi a přítoky tvoří nejrozsáhlejší říční systém v Srbsku.

## Průběh toku
Vzniká soutokem Jižní a Západní Moravy v centrálním Srbsku, ve městě Stalać. Protéká úrodnou a hustě osídlenou Moravskou rovinou. Větví se na ramena a meandruje.

## Vodní režim
Nejvyšší vodnosti dosahuje na jaře. Průměrný průtok vody v ústí činí 255 m³/s.

## Využití
Využívá se na zavlažování. Leží na ní města Varvarin, Paraćin.